# Plagithmysus elegans
Plagithmysus elegans là một loài bọ cánh cứng trong họ Cerambycidae.